# Peter Kröll von Reichenhall
Peter Kröll von Reichenhall († 23. Januar 1363) war Bischof von Lavant.
Peter Kröll war der Sohn eines Schreibers aus Reichenhall. 1334 wurde er Subdiakon, 1339 Familiar des Salzburger Erzbischofs Heinrich von Pirnbrunn, 1339 Kanoniker des Kollegiatstiftes St. Marien in Brixen, 1344 Domherr in Brixen, Kanoniker des Stiftes Petrus und Candidus in Innichen sowie Notar des Salzburger Erzbischofs Ortolf von Weißeneck. Im Jahr 1344 wurde er Domherr von Trient, Pfarrer von Teissendorf und Propst von Stift Virgilienberg in Friesach.
Am 26. Mai 1357 wurde er von Papst Innozenz VI. zum Bischof von Lavant providiert und gab alle bisherigen Pfründen auf. Ab 1361 war er zugleich auch Vizedom von Friesach. Bischof Peter Kröll bemühte sich um Vermehrung der bischöflichen Besitztümer und trat mehrmals im Gefolge von Herzog Rudolf IV. auf. Er starb am 23. Januar 1363 und wurde in der damaligen Domkirche St. Andrä im Lavanttal beigesetzt.